# Баринас (Венецуела)
Баринас (шп. Barinas), је град у централној Венецуели. Према попису из 2011. године, у њему живи 353.442 становника. Главни је град општине Баринас и државе Баринас. Град Баринас познат је као главни град Љаноса. У Баринасу живи популација од 344.800 становника.

## Историја града
Првобитни град основао је 30. јуна 1577. године под именом Алтамира де Сасерес, капетан Хуан Андрес Варела испуњавајући наредбе гувернера Ла Грита Франсиско де Сасереса, који је основао овај андски град и успоставио гувернатуру 1576. године.
Године 1786. држава Баринас основана је на територијама постојећих држава Баринас и Апуре. Град је постао главни град државе и важан бастион патриота током рата за независност. Кристобал Мендоза, први председник Венецуеле, живео је и радио у Баринасу.
Име града потиче од аутохтоне речи која идентификује јак ветар који се јавља током кишне сезоне, из долина Санто Доминга.

## Географија
Град се налази у северозападном делу Венецуеле, дуж реке Санто Доминго у подножју Анда, око 165 км од града Мерида и 525 км од Каракаса. Град има око 270.000 становника и најнасељенији је у држави Баринас и један је од највећих венецуеланских љаноских градова Калабоза, Акарига-Арауре, Ганаре и Сан Фернандо де Апуре. Град се налази на око 188 метара надморске висине.

## Галерија слика
- Поље сунцокрета у Баринасу
- Дом културе
- Црква
- Градски сквер
- Шеталишна стаза
- Градски сквер